# Johnny Lewis
Jonathan Kendrick Lewis (Los Angeles, 29 de outubro de 1983 — Los Angeles, 26 de setembro de 2012), também creditado como Johnny K. Lewis, foi um ator norte-americano de cinema e televisão. Ele interpretou Kip "Meio-Saco" Epps nas primeiras duas temporadas da série da FX, Sons of Anarchy, e outros papéis na televisão, como Gilby em The Sausage Factory (2001-2002), Pearce Chase em Quintuplets (2004-2005) e Dennis "Chili" Childress em The O.C. (2005–2006). Ele também apareceu em papéis coadjuvantes nos filmes como Underclassman (2005), Aliens vs. Predator: Requiem (2007), Felon (2008) e The Runaways (2010).

## Biografia
Lewis cresceu nos bairros de Los Angeles, North Hollywood e Sherman Oaks. Ele era o filho do meio de Michael e Divona Lewis. Os seus pais eram cientologistas praticantes e o próprio Johnny foi cientologista durante a maior parte da sua vida. Depois de terminar a escola, ele saiu de casa aos 18 anos para seguir a carreira de ator.

## Carreira
Lewis começou a fazer aparições na televisão ainda no final da adolescência, como ator convidado em Boston Public (2000), The Guardian (2001) e American Dreams (2002), entre outros. Sua estréia no cinema foi em 2004, em Raise Your Voice, da New Line Cinema, e ele seguiu em Underclassman da Miramax Films em 2005. Ele co-estrelou como Pearce Chase, um dos cinco irmãos na série Quintuplets da Fox, e apareceu no filme Raise Your Voice (2004) ao lado de Hilary Duff. Ele estrelou quatro episódios da série de televisão Drake & Josh da Nickelodeon como Scottie, um dos companheiros de banda de Drake, e de 2005 a 2006, ele interpretou Dennis "Chili" Childress em The O.C. Lewis também teve um lugar especial no terceiro episódio da [[Smallville (5.ª temporada)|5ª temporada de Smallville.
Ele também estrelou o filme Magic Valley (2011), que estreou no Festival de Cinema de Tribeca. Lewis era bem conhecido por seu papel como o possível motociclista Kip "Meio-Saco" Epps nas duas primeiras temporadas da série original da FX, Sons of Anarchy.

## Vida pessoal
Lewis namorou a cantora estadunidense Katy Perry de 2005 a 2006. Em meados de 2009, Lewis soube que ele e sua então namorada, a atriz Diane Gaeta, estavam esperando um bebê. O casal se separou em 6 de abril de 2010, quando a filha do casal, Culla May, nasceu, mas por um breve período tentou dividir uma residência. Lewis acabou se mudando, após o que o casal se envolveu em uma "longa e dolorosa" batalha pela custódia que Lewis acabou perdendo.

### Religião
Lewis foi criado em uma "família de orientação judaica", embora sua família também praticasse a Cientologia; seus pais atingiram o nível mais alto disponível na Cientologia, chamado "Thetan Operacional" ou OT VIII. Ele estrelou filmes de treinamento da Cientologia e foi patrocinador do grupo de reabilitação de drogas da Cientologia, Narconon. Lewis deixou a Igreja de Cientologia aos 20 e poucos anos.

### Problemas legais
Lewis foi preso três vezes entre 2011 e 2012. Em janeiro de 2012, ele atingiu dois homens na cabeça com uma garrafa enquanto lutava. Ele não contestou as acusações de agressão com arma mortal no caso. A segunda prisão ocorreu cerca de seis semanas após a primeira, com Lewis acusado de tentar invadir a casa de uma mulher. Ele alegou não contestar nesse caso também. Considerando os casos, um oficial de liberdade condicional expressou que estava "muito preocupado com o bem-estar não apenas da comunidade, mas também do réu", que Lewis sofria de problemas de saúde mental, bem como dependência química, e que Lewis iria "continuar ser uma ameaça para qualquer comunidade em que ele resida". Lewis foi libertado de uma prisão no Condado de Los Angeles, Califórnia, em 21 de setembro de 2012, cinco dias antes de sua morte.

## Diagnóstico psiquiátrico
Em 30 de outubro de 2011, Lewis sofreu ferimentos na cabeça em um acidente de motocicleta em alta velocidade. Embora uma IRM tenha sido recomendada, e o pai de Lewis agendou exames de ressonância magnética duas vezes, Lewis se recusou a fazê-los. O pai de Lewis também afirma que ele "buscou e incentivou o tratamento psiquiátrico para seu filho. Foi Johnny quem se recusou a obedecer". Ele começou a manifestar um comportamento bizarro e ilógico daquele ponto em diante e concomitante aos problemas legais que se seguiram.
Bill Jensen relatou na revista Los Angeles que Lewis e seus advogados pressionaram por reabilitação para o 'vício em maconha'. Quando Lewis rejeitou isso, eles procuraram reabilitação para o alcoolismo, para evitar o julgamento.
No início de agosto de 2012, Lewis estava bem o suficiente para receber o status de paciente ambulatorial provisório. Ele fez um acordo com o promotor distrital do Tribunal de San Fernando - sua liberdade por "tempo de serviço". Lewis estava certo de que provavelmente só passaria mais alguns dias na prisão, não mais. Os dois dias se transformaram em quase mais dois meses, durante os quais ele sofreu uma grave queda na saúde e no ânimo. Ele foi libertado da prisão em 21 de setembro de 2012.

## Morte
Em 26 de setembro de 2012, Lewis e sua senhoria de 81 anos, Catherine Davis, foram encontrados mortos na casa de Davis. Davis era conhecido em Hollywood por operar em sua casa a Writers' Villa, uma pousada para artistas, diretores e escritores promissores. Lewis, que já havia morado lá em 2009, havia voltado recentemente para lá. A polícia foi chamada por vizinhos depois que Lewis atacou violentamente duas pessoas na propriedade ao lado e Davis foi ouvido gritando. Oficiais do Departamento de Polícia de Los Angeles (LAPD) encontraram o corpo de Lewis na entrada da casa. Davis foi encontrado morto dentro de casa com graves ferimentos na cabeça; seu gato de estimação também foi encontrado morto em um banheiro.
Os vizinhos relataram que Lewis pulou uma cerca para a propriedade ao lado, agrediu um pintor de paredes e o dono da casa (a quem Lewis havia se apresentado anteriormente como "John, seu novo vizinho") e depois pulou a cerca para a propriedade de Davis. De acordo com o LAPD, Lewis então caiu ou pulou do telhado, garagem ou pátio da casa de Davis. Sua morte foi investigada como homicídio, e mais tarde foi determinado que ele matou Davis por estrangulamento manual e traumatismo craniano em sua cabeça.
Um relatório de autópsia divulgado em 29 de novembro de 2012 afirmou que Lewis não tinha drogas ou álcool em seu sistema quando morreu. Ele tinha um histórico de abuso de drogas, o que levou à especulação de seu advogado de que o ator pode ter sofrido uma psicose induzida por drogas quando supostamente matou sua senhoria. Os relatórios toxicológicos deram negativos para álcool, cocaína, maconha, drogas psicodélicas ou medicamentos antipsicóticos. A autópsia indicou que ele havia sofrido estrangulamento parcial e tinha marcas de unhas no pescoço quando morreu. Não havia indicação de que Lewis havia sido empurrado ou que pulou do telhado em um ato de suicídio. Sua morte foi considerada acidental.
A família de Lewis falou sobre sua história de traumatismo craniano não tratado, levando alguns a especular que ele desenvolveu um distúrbio psicológico, que o levou a surtos repentinos de violência. O criador de Sons of Anarchy, Kurt Sutter, tuitou sobre a morte de Johnny Lewis: "Foi um fim trágico para um cara extremamente talentoso, que infelizmente se perdeu. Gostaria de poder dizer que fiquei chocado com os acontecimentos da noite passada, mas não fiquei. Lamento profundamente que uma vida inocente tenha que ser lançada em seu caminho destrutivo. Sim, é o dia de luto, mas também é um dia de consciência e gratidão. Infelizmente, alguns de nós levam a mensagem morrendo."

## Filmografia

### Filmes
| Ano  | Título                       | Papel                   |
| ---- | ---------------------------- | ----------------------- |
| 2004 | Raise Your Voice             | Engelbert "Kiwi" Wilson |
| 2005 | Pretty Persuasion            | Warren Prescott         |
| 2005 | Underclassman                | Alexander Jeffries      |
| 2007 | Palo Alto                    | Nolan                   |
| 2007 | Aliens vs. Predator: Requiem | Ricky Howard            |
| 2008 | One Missed Call              | Brian Sousa             |
| 2008 | Felon                        | Boneco de neve          |
| 2010 | The Runaways                 | Scottie                 |
| 2011 | Lovely Molly                 | Tim                     |
| 2011 | Magic Valley                 | John                    |
| 2012 | 186 Dollars to Freedom       | Jorge                   |

### Televisão
| Ano       | Título                         | Papel                      | Notas                                    |
| --------- | ------------------------------ | -------------------------- | ---------------------------------------- |
| 2000      | 7th Heaven                     | Norton                     | Episódio: "Tunes"                        |
| 2000      | Malcolm in the Middle          | Cadet Martin               | Episódio: "Therapy"                      |
| 2001–2003 | Boston Public                  | Bodhi                      | 4 episódios                              |
| 2001      | Undressed                      | Ray                        | 5 episódios                              |
| 2001–2002 | The Sausage Factory            | Gilby                      | 13 episódios                             |
| 2001      | Judging Amy                    | Desmond                    | Episódio: "Surprised by Gravity"         |
| 2002      | The Guardian                   | Ted Popper                 | Episódio: "Mothers of the Disappeared"   |
| 2002      | Yes, Dear                      | Ricky                      | Episódio: "Making Babies"                |
| 2003–2004 | American Dreams                | Lenny                      | 7 episódios                              |
| 2004      | Drake & Josh                   | Scottie                    | 4 episódios                              |
| 2004–2005 | Quintuplets                    | Pearce Chase               | 22 episódios                             |
| 2005–2006 | The O.C.                       | Dennis "Chili" Childress   | 9 episódios                              |
| 2005      | Smallville                     | Gabriel Duncan             | Episódio: "Hidden"                       |
| 2006      | CSI: Crime Scene Investigation | Tad Sidley                 | Episódio: "Up in Smoke"                  |
| 2007      | Bones                          | Enzo Falcinella            | Episódio: "The Priest in the Churchyard" |
| 2007      | Shark                          | Michael Hackford           | Episódio: "Student Body"                 |
| 2008      | Cold Case                      | Truitt "Spider" Leland '98 | Episódio: "Spiders"                      |
| 2008–2009 | Sons of Anarchy                | Kip "Meio-Saco" Epps       | 26 episódios                             |
| 2009      | Criminal Minds                 | Eric Ryan Olson            | Episódio: "Zoe's Reprise"                |